# 黃丹晴
黃丹晴（英語： Lemon Wong Tan Ching，1992年7月11日—），前香港本土派組織屯門社區網絡籍政治人物，前屯門區議會副主席、前山景區議員、註冊社工，是屯門社區網絡首位召集人。

## 參與選舉

### 2016年香港選舉委員會界別分組選舉
2016年11月13日，黃丹晴以屯門社區網絡召集人身份，於Facebook個人專頁宣佈參選2016年香港選舉委員會社會福利界界別分組選舉。 翌日向選舉事務處遞交其提名申請。 11月22日獲時任社會福利界界別分組的選舉主任鍾雅之確認，成為社會福利界候選人。 黃以「不投票，不提名」作為政綱，反對在來年特首選舉中支持任何建制派候選人。最終獲得632票，未能當選。

### 2019年香港區議會選舉
屯門社區網絡派出時任召集人黃丹晴出戰屯門區議會的山景選區，並與時任議員吳觀鴻的女兒吳鍱珮爭奪議席，最終黃取得接近六成半選票勝選。
| 政党   | 政党         | 候选人    | 票数  | %     | ±      |
| ------ | ------------ | --------- | ----- | ----- | ------ |
|        | 獨立         | ①. 吳鍱珮 | 2,653 | 35.69 | 不適用 |
|        | 屯門社區網絡 | ②. 黃丹晴 | 4,780 | 64.31 | 不適用 |
| 多数票 | 多数票       | 多数票    | 2,127 | 28.62 | 不適用 |

## 相關事件

### 被澳門驅逐出境
2017年5月8日至5月9日，屯門社區網絡時任召集人黃丹晴成功入境澳門後被澳門當局驅逐出境。黃丹晴與友人於5月8日約下午1時進入澳門，晚上7時被澳門警方截查，其後被帶到有組織罪案調查科後，人員問及他認不認識「新澳門學社」副理事長蘇嘉豪、有沒有去過新澳門學社，更指嚇稱：「喂你唔好玩喇，當我哋啲（線）眼死咩。」，黃否認認識「新澳門學社」及「蘇嘉豪」。最後，黃於5月9日凌晨1時被驅逐出境。

## 資料來源與註釋
1. ↑  . 屯門區議會. 2020-09-15  [2020-10-30]. （原始内容存档于2020-12-14） （中文（香港））.
2. ↑  . 2019 District Council Election. 2019-11-25  [2019-12-30]. （原始内容存档于2020-01-02）.
3. ↑  黃丹晴個人Facebook. . Facebook.   [2019-12-31]. （原始内容存档于2020-09-01）.
4. ↑  選舉管理委員會.  (PDF). 選舉事務處. 2016年11月18日  [2019年12月31日]. （原始内容存档 (PDF)于2016年11月17日）.
5. ↑  香港特別行政區政府.  (PDF). 號外：香港特別行政區政府憲報. 2016年11月22日, 20 (29): 第102號公告. （原始内容存档 (PDF)于2018-10-27）.
6. ↑  選舉事務處.  (PDF).   [2020年1月10日]. （原始内容存档 (PDF)于2018-11-24）.
7. ↑  王丹麟. . 香港01. 2016年12月4日  [2020年1月10日]. （原始内容存档于2021-01-21）.
8. ↑  香港特別行政區政府.  (PDF). 香港特別行政區政府憲報. 2016年12月15日, 20 (33): 第134號公告. （原始内容存档 (PDF)于2018-10-27）.
9. ↑  盧芷晴. . 獨立媒體 inmediahk.net. 2018-11-12  [2019-12-30]. （原始内容存档于2020-08-26）.
10. 1 2  . 2019年香港區議會選舉. 2019-11-25  [2019-12-30]. （原始内容存档于2020-01-14）.
11. ↑  . 明報. 2017年5月9日  [2017年5月9日]. （原始内容存档于2019年12月31日）.
12. ↑  黎靜珊. . 香港01. 2017年5月9日  [2017年5月10日]. （原始内容存档于2021-01-21）.

## 外部連結
- 黃丹晴的Facebook專頁

| 議會席位      | 議會席位                                              | 議會席位                          |
| ------------- | ----------------------------------------------------- | --------------------------------- |
| 前任： 吳觀鴻 | 屯門區議會 山景選區區議員 2020年1月1日—2023年12月31日 | 選區合併為屯門西                  |
| 前任： 李洪森 | 屯門區議會副主席 2020年1月7日—2023年12月31日          | 新一屆區議會不設 區議會副主席一職 |
| 政黨職務      |                                                       |                                   |
| 首任          | 屯門社區網絡召集人 2016年2月5日—2019年12月21日        | 繼任： 潘智鍵（主席）             |